# Jacob von Sandrart

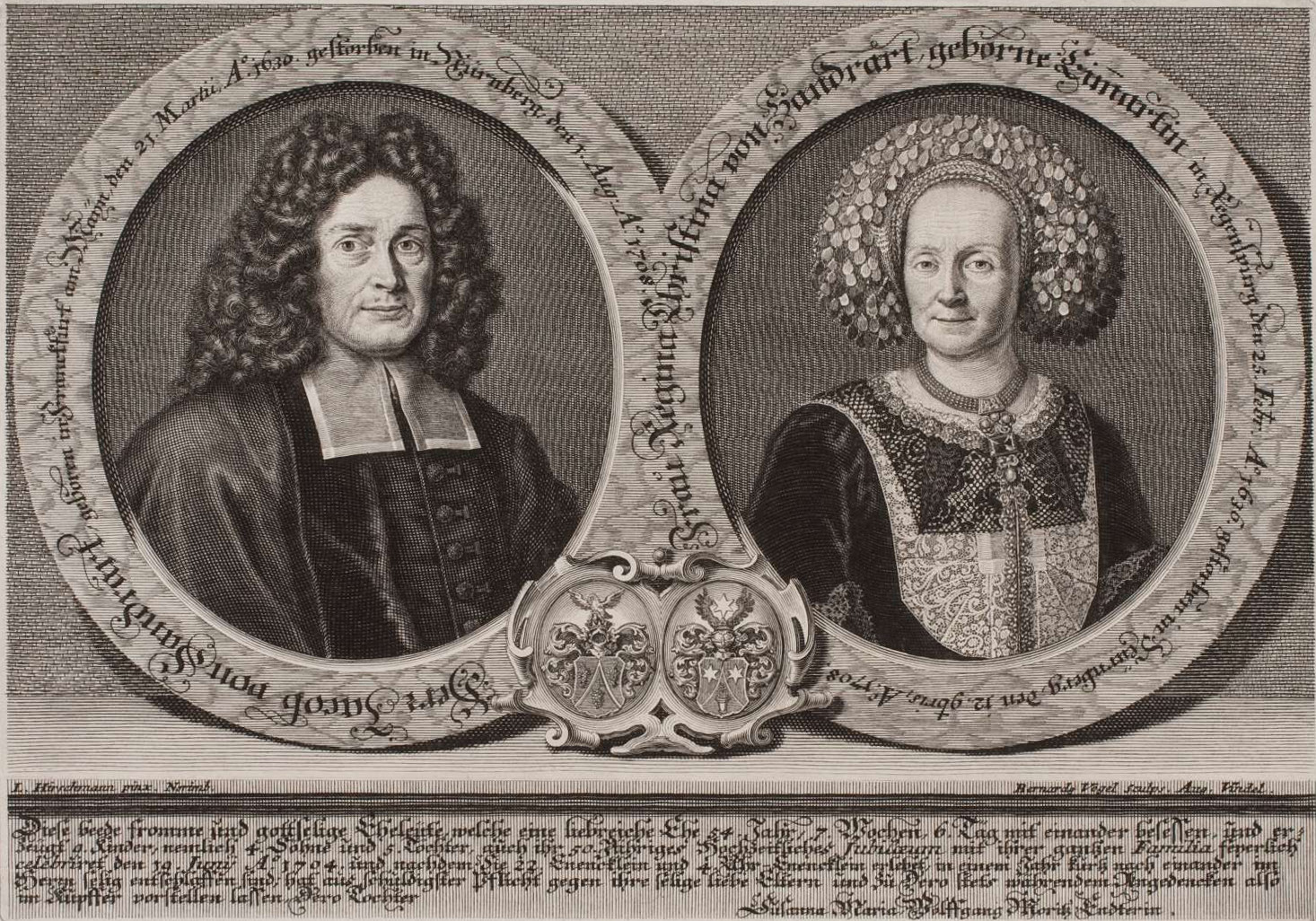
Jacob von Sandrart

Jacob von Sandrart, född 31 maj 1630 i Frankfurt am Main, död 15 augusti 1708 i Nürnberg, var en tysk grafiker, konsthandlare och förläggare.

## Liv och verk
I tioårsåldern fick Jacob von Sandrart sin utbildning till gravör och kopparstickare hos sin farbror Joachim von Sandrart som då verkade i Amsterdam. Efter en del studieresor etablerade han sig 1652 i Nürnberg. År 1662 grundade han en målarakademi, vars första direktor han blev. Akademin existerar fortfarande under namnet Akademie der Bildenden Künste Nürnberg.
Under sin livstid producerade Jacob von Sandrart över 400 kopparstick. Han blev främst känd som porträttör av samtidens prominenta personligheter. Många av sticken skapades i samarbete med nära vännen och poeten Sigmund von Birken, som stod för verserna till porträtten. Sandrarts arbeten publicerades dels av Nürnbergs förlagshus, dels i det egna förlaget.